# 王智琼
王智琼（1943年9月—），女，汉族，广东广州人，中华人民共和国医生，曾任广东省人民医院副院长，广东省卫生厅副厅长，广东省人民政府参事，中国农工民主党中央委员会常务委员，第九、十届全国政协委员。